# Culex janitor
Culex janitor är en tvåvingeart som beskrevs av Theobald 1903. Culex janitor ingår i släktet Culex och familjen stickmyggor. Inga underarter finns listade i Catalogue of Life.